# Oulmes
Oulmes foi uma comuna francesa na região administrativa da Pays de la Loire, no departamento de Vendéia. Estendia-se por uma área de 9,28 km². Em 2010 a comuna tinha 738 habitantes (densidade: 79,5 hab./km²).
Em 1 de janeiro de 2019, passou a formar parte da nova comuna de Rives-d'Autise.